# Brasiliocroton mamoninha
Brasiliocroton mamoninha es una especie de árbol del género monotípico Brasiliocroton, de la familia de las Euphorbiaceae. Esta especie fue descrita en 2005, en selvas de tierras bajas, del este y nordeste de Brasil. Tiene su propio género.

## Descripción
Alcanza de 3 a 15 m de altura.

## Taxonomía
Brasiliocroton mamoninha fue descrita por Paul Edward Berry & Cordeiro y publicado en Systematic Botany 30(2): 357, f. 2–5. 2005.